# ديفيد باركر
ديفيد باركر (22 سبتمبر 1951 في المملكة المتحدة - ) (بالإنجليزية: David Barker)‏ هو لاعب كريكت بريطاني. لعب مع Suffolk County Cricket Club ‏ ونادي الكريكت في جامعة أكسفورد ‏.

## وصلات خارجية
- ديفيد باركر على موقع إي آس بي آن كريك إنفو (الإنجليزية)